# Ocydromia tenuis
Ocydromia tenuis är en tvåvingeart som beskrevs av Smith 1969. Ocydromia tenuis ingår i släktet Ocydromia och familjen puckeldansflugor. Inga underarter finns listade i Catalogue of Life.